# ネパールコクワガタ
ネパールコクワガタ(Dorcus nepalensis)は、コウチュウ目クワガタムシ科クワガタ属に属するクワガタムシである。大きいものは70mmを超すことがある。

## 形態
体長：オス45.0～78.2mm メス39.1～47.9mm
コクワガタの和名が付く種では最大種。
オスメスともに黒色で、強い光沢がある。
メスの頭部中央にある突起、通称「ドルクスこぶ」は一つである。

## 生態
詳しいことは判っていないが 現地では朽ち木から新成虫を取り出すこともあるという。
メスは、白く枯れた朽ち木に潜り込み、大あごで削った朽ち木くずを詰め込んだ産卵床に卵を産む。

### 飼育
性成熟に半年程度かかるが、白枯れの産卵木で採卵が可能である。その際、メスは朽ち木内に潜り込む習性があるので大きな朽ち木の方が有利である。
幼虫はマットでも菌床でも育つが、菌床の方が大きくなりやすい。
幼虫の管理温度は18～23度程度でよく成長する。

## 分布
- インド北東部・ネパール